# Gesa Schenke
Gesa Schenke ist eine deutsche Papyrologin und Koptologin.

## Leben
Gesa Schenke studierte Altphilologie und Anthropologie an den Claremont Colleges, Pomona College and Pitzer College (BA), in Kalifornien, und anschließend Ägyptologie, Klassische Archäologie und Griechische Philologie an der LMU München und der Universität zu Köln (MA). Im Jahr 2000 wurde sie an der Universität zu Köln promoviert. Danach war sie als wissenschaftliche Mitarbeiterin am Institut für Altertumskunde der Universität zu Köln, am Institute for Area Studies der Universität Leiden und zuletzt am Griffith Institute und im Projekt The Cult of Saints in Late Antiquity an der Universität Oxford tätig. Seit Oktober 2019 ist sie Professorin für Koptologie am Institut für Ägyptologie und Koptologie der Universität Münster.
Ihr Forschungsinteresse gilt der Kulturgeschichte Ägyptens von den Römern bis ins frühe Mittelalter, der Papyrologie und den frühen koptischen Handschriften zum spätantiken Alltag und Heilkult.  
Sie ist die älteste Tochter des Berliner Neutestamentlers, Gnosisforschers und Koptologen Hans-Martin Schenke.

## Schriften (Auswahl)
- Schein und Sein. Schmuckgebrauch in der römischen Kaiserzeit. Eine sozio-ökonomische Studie anhand von Bild und Dokument. Louvain 2003, ISBN 90-429-1172-7.
- Das Testament des Iob. Paderborn 2009, ISBN 978-3-506-76861-2.
- Das koptisch hagiographische Dossier des heiligen Kolluthos, Arzt, Märtyrer und Wunderheiler. Louvain 2013, ISBN 978-90-429-2720-9.
- Koptische Urkunden der früharabischen Zeit. Paderborn 2016, ISBN 3-506-78529-X.